# 小行星18095
小行星18095（18095 Frankblock）是一颗绕太阳运转的小行星，为主小行星带小行星。该小行星于2000年6月5日发现。

## 轨道参数
小行星18095的轨道半长轴为2.3653046 UA，离心率为0.104。